# Observatoire de Genève
L'Observatoire de Genève (parfois abrégé en ObsGe ou ObsGE, voire OG ou OGE), en forme longue Observatoire astronomique de l'Université de Genève (OAUG,), est un observatoire astronomique professionnel situé sur le hameau de Sauverny dans la commune de Versoix, dans le canton de Genève en Suisse.
Créé en 1772 par Jacques-André Mallet dans la ville de Genève, l'observatoire est situé depuis 1966 à Sauverny, dans la commune de Versoix. L'ISDC Data Centre for Astrophysics (anciennement l'INTEGRAL Science Data Centre ; en abrégé ISDC), implanté à Écogia depuis sa création en 1995, est rattaché à l’Observatoire de Genève. L'observatoire et l'ISDC constituent le Département d'astronomie de l'Université de Genève, partie de la Faculté des Sciences. En 2016, un nouveau bâtiment baptisé Astrotech vient agrandir l'observatoire à Sauverny.
Les locaux de Sauverny (l'« observatoire de Sauverny ») abritent également le Laboratoire d'astrophysique (LASTRO) de l'École polytechnique fédérale de Lausanne (EPFL).
Après avoir longtemps été la chronométrie, le principal domaine d'activité actuel de l'observatoire est la recherche d'exoplanètes, mais divers groupes travaillent également sur d'autres thèmes.

## Histoire

### Avant 1772: l'astronomie à Genève avant l'observatoire
Fondée en 1559 par Jean Calvin, l'académie de Genève, future Université de Genève, est alors un séminaire théologique et humaniste qui se consacre à la rhétorique, la dialectique, l'hébreu et le grec ancien. L'astronomie n'y arrivera que deux siècles plus tard, ce qui n'empêche pas les astronomes locaux d'exercer leur activité.
Lors de l'éclipse totale de Soleil du 12 mai 1706 (en), des observations sont réalisées par Jean-Antoine Gautier, Jean-Christophe Fatio et Pierre Violier. Ces observations permettent alors de déterminer la longitude de Genève par rapport à Paris. Le transit de Vénus du 6 juin 1761 est également suivi à Genève, par Jean-André et Guillaume-Antoine Deluc. Le transit de Vénus du 3 juin 1769 est quant à lui observé depuis la Laponie par Jacques-André Mallet, le futur fondateur de l'observatoire, et Jean-Louis Pictet, astronome amateur compatriote et futur beau-frère du précédent, dans le cadre d'une expédition de dix-huit mois organisée par l'Académie des sciences de Saint-Pétersbourg. Ces observations permettent alors de déterminer la parallaxe moyenne du Soleil et donc la distance Terre-Soleil.
En 1770, Jacques-André Mallet, alors professeur de mathématiques, ancien élève de Daniel et Jean II Bernoulli ainsi que de Lalande, demande au Magnifique Conseil un emplacement pour établir un observatoire. La chaire d'astronomie à l'Académie de Genève est fondée en 1771 et la demande de Mallet est approuvée : l'observatoire sera construit en 1772 près du bastion Saint-Antoine.

### 1772 - 1967: l'observatoire à Genève

#### 1772 - 1830: les premiers temps de l'observatoire
L'Observatoire de Genève est créé en 1772 par l'astronome Jacques-André Mallet, alors professeur honoraire (bénévole), qui en devient le premier directeur. Il est alors situé au bastion Saint-Antoine, au centre de la ville de Genève. L'observatoire possède alors une lunette méridienne, une lunette achromatique, une lunette de nuit, une pendule, deux quarts de cercle et un micromètre. Une grande partie des activités est initialement liée à la détermination et à l'amélioration de l'heure pour l'horlogerie genevoise, mais également aux observations astronomiques (éclipses, suivis des planètes et des satellites de Jupiter, occultations, comètes, taches solaires, etc.). Étant donné que la navigation maritime avait adopté l'utilisation des horloges mécaniques pour faciliter la navigation, l'exactitude de ces garde-temps devenait de plus en plus critique. Cette nécessité fait alors s'instaurer un régime de tests de précision impliquant différents observatoires astronomiques. En Europe, les observatoires de Neuchâtel et de Genève, tous deux en Suisse, celui de Besançon en France ainsi que celui de Kew au Royaume-Uni sont des exemples d'observatoires de premier plan qui ont testé les mouvements d'horlogerie de précision. Les processus de test durent plusieurs jours, habituellement 45 jours. Chaque appareil est testé dans 5 positions et à 2 températures différentes, en 10 séries de 4 ou 5 jours chacune. Les erreurs tolérées sont beaucoup plus faibles que celles de toutes les autres normes, y compris celle actuellement en vigueur au sein du COSC. Les horloges qui réussissent à passer ces tests rigoureux obtiennent une certification de l'observatoire appelé « Bulletin de Marche » signée par le directeur de l'observatoire. Le Bulletin de Marche indique les critères de tests ainsi que les performances effectives de l'instrument testé. Ce dernier est alors connu comme « chronomètre d'observatoire » et reçoit un numéro de référence par l'observatoire.
En 1790, Marc-Auguste Pictet, alors le nouveau directeur, organise les premiers concours de chronomètres de l’Observatoire. Une station météorologique est ensuite établie au Grand Saint-Bernard en 1817. Quatre ans plus tard, une révolution a lieu à Genève concernant la mesure du temps : en 1821, la ville passe en effet pour la vie civile du temps solaire vrai, qui varie et nécessitait donc de « dérégler » les horloges chaque jour pour s'y adapter, au temps solaire moyen, par construction fixe.

#### 1830-1966: un premier nouvel observatoire
En 1830, Jean-Alfred Gautier, alors directeur de l'observatoire depuis onze ans, fait construire sous la direction de Guillaume Henri Dufour, alors ingénieur cantonal chargé de l'urbanisme et des fortifications, un nouvel observatoire à 70 mètres de l’ancien, sur un sol plus stable, à proximité de l'Académie. La construction de ce bâtiment fut terminée en octobre 1831 sur le bastion de St-Antoine. L'observatoire acquiert pour l'occasion de nouveaux instruments : un méridien et un équatorial. L'Observatoire poursuit alors sa tâche de fixer précisément la mesure du temps, en particulier pour la haute horlogerie, mais de nouveaux travaux sont entrepris concernant le suivi du climat de Genève et des taches solaires. 
Dans les années qui suivent, Émile Plantamour, directeur entre 1839 et 1882, fait construire de nouveaux bâtiments, coupoles et instruments. Les travaux portent alors sur l'astronomie, la météorologie, la climatologie, la chronométrie, la géodésie et le magnétisme terrestre. L'observatoire est ensuite plusieurs fois agrandi entre 1850 et 1880, pendant qu'en 1873 l'académie de Genève devenait l'Université de Genève que l'on connaît aujourd'hui.
Émile Gautier, qui dirigea l'observatoire de 1883 à 1889, développe à son tour des travaux chronométriques et astronomiques, tels que l'observation du transit de Vénus de 1882 depuis l’Observatoire, la spectroscopie solaire, une contribution à la découverte de Neptune, etc.
En 1911, un accord est trouvé entre Raoul Gautier et le Conseil d'État et la Ville pour que l'observatoire reste à son emplacement (astronomie, service du méridien, chronométrie, météorologie) tout en établissant une succursale en campagne. La prospection du site est alors confiée à Émile Schaer (1862-1931), qui se rend à différents endroits du canton (Bossy, Satigny, Carre, Bernex) avec un télescope de 1 mètre et une cabane. L'emplacement de Bernex, ou un autre à Sézenove, est choisi. Cependant, en raison de la maladie de Raoul Gautier et de la guerre, les études sont abandonnées.
L'observatoire est entière relié à l'éclairage électrique en 1913. En 1922, les premières observations astronomiques ont lieu à la station astronomique du Jungfraujoch,.
Marcel Golay, directeur de 1956 à 1992, recentre pour sa part les travaux de l'Observatoire sur l'astronomie et l'astrophysique. Dès la création de l'Agence spatiale européenne (ESA), la Suisse rejoint l'organisation. La même année, une coupole astronomique est installée au Jungfraujoch, sous l’égide d’une fondation internationale.
En 1962, Marcel Golay et Fredy Rufener établissent le système photométrique de Genève. Deux ans plus tard, en 1964, une coupole genevoise est installée à l'Observatoire de Haute-Provence (OHP).
L'évaluation de la précision des montres mécaniques par les observatoires a eu un rôle important dans l'augmentation toujours plus importante de la précision obtenue par l'industrie horlogère mécanique. Ceci explique le très haut degré de précision des montres mécaniques de haute qualité d'aujourd'hui. Toutefois, aucun mouvement mécanique ne peut finalement se comparer à la précision des mouvements à quartz alors en cours de développement. En 1936, les irrégularités de la vitesse de rotation de la Terre dues à des déplacements de masses d'air et d'eau imprévisibles sont découvertes grâce à l'utilisation d'horloges à quartz. Elles impliquent que la rotation de la Terre est un moyen peu précis pour déterminer le temps.  En conséquence, la certification de chronomètre a cessé à la fin des années 1960 et au début des années 1970 avec l'avènement d'une nouvelle définition de la seconde.
À la suite des rapides progrès de l'astronomie au cours des années 1960, le personnel de l'observatoire faire plus que décupler en dix ans. Durant les 36 années de direction de Marcel Golay, le nombre de personnes employées à l'Observatoire passe ainsi de 5 à environ 65. L'observatoire ne pouvait alors plus être adapté face à ce fait et encore moins subvenir aux besoins futurs. Ceci ainsi que la volonté du petit observatoire de l'université de Lausanne, alors situé aux Grandes Roches depuis 1951, de déménager (pour cause de pollution lumineuse grandissante et de locaux devenus trop petits face à l'augmentation importante du nombre d'étudiants), appuyés par le fait que la recherche scientifique actuelle, qui nécessite des équipements et des moyens importants, doit se faire en équipe, mène le Conseil d'État de Genève à la décision de déplacer les observatoires. Les deux nouveaux observatoires, celui de Genève et la « station vaudoise » de Lausanne, devaient alors être construits sur des terrains attenants.

### Depuis 1967: l'observatoire à Sauverny

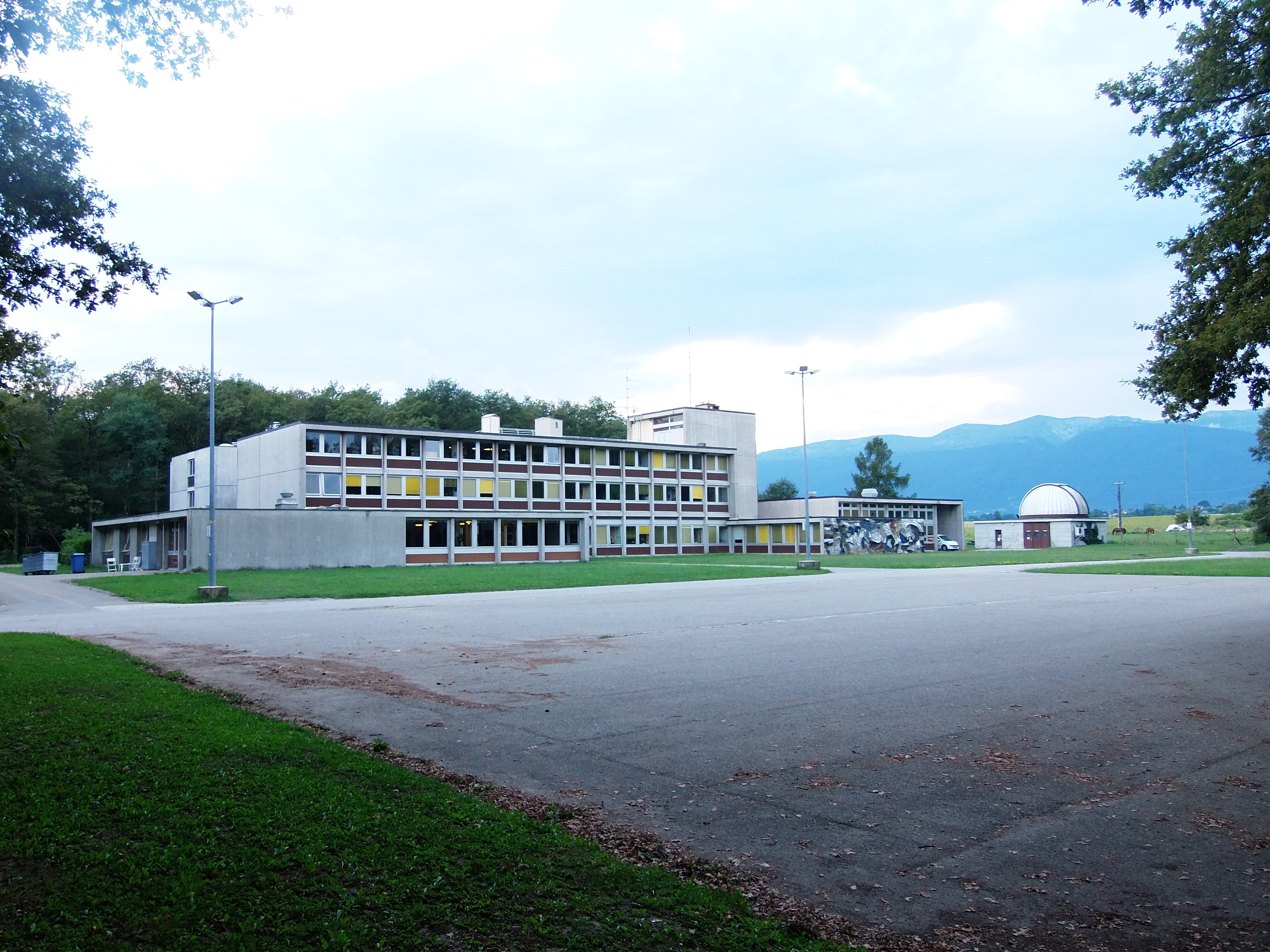
L'Observatoire de Genève en août 2013. Une des coupoles est visible sur la droite ; la seconde est quelques mètres plus loin, au bout du chemin allant tout à droite.

En 1967, sous l'impulsion du Pr Marcel Golay alors directeur de l'observatoire depuis onze ans, l'observatoire déménage une dizaine de kilomètres plus au nord à Sauverny, dans la commune de Versoix, à la frontière entre les cantons de Genève et de Vaud et à trois kilomètres seulement du territoire français. Toujours sous l'impulsion du professeur Golay, les premiers travaux sont consacrés à la chronométrie, à la météorologie ainsi qu'à des études sur les éclipses, les comètes, les planètes puis, au début de ce siècle, les étoiles variables.
De 2014 à 2016, sous la direction de Stéphane Udry, un nouveau bâtiment appelé l'Astrotech est construit.
Francesco Pepe prend la tête du département d'astronomie le 15 juillet 2019.

## Effectifs, centres liés et structure

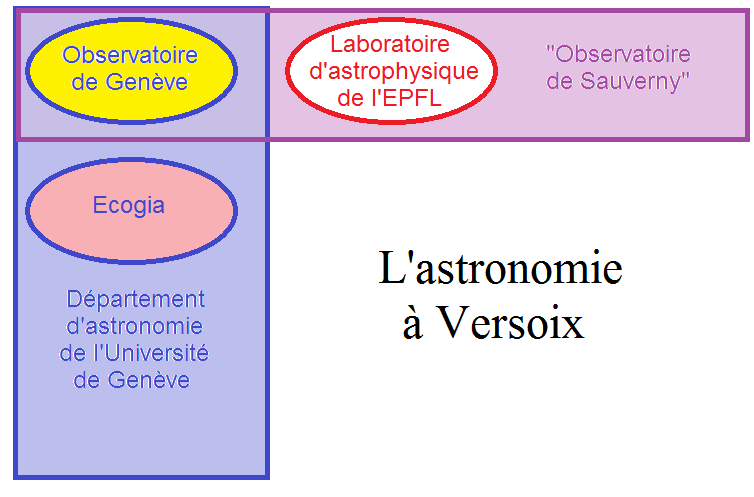
Diagramme d'Euler des centres d'astronomie situés sur la commune de Versoix (canton de Genève, Suisse).

L'observatoire, constitué d'environ 80 personnes (nombre comprenant les scientifiques, les ingénieurs, les informaticiens, les techniciens, le personnel administratif, les doctorants et les étudiants travaillant dans les bâtiments de Sauverny), est rattaché à l'Université de Genève. Ses locaux abritent également le Laboratoire d'astrophysique (LASTRO) de l'École polytechnique fédérale de Lausanne (EPFL), soit environ 20 personnes supplémentaires. ISDC (ISDC Data Centre for Astrophysics), implanté depuis 1995 à Écogia, à trois kilomètres de Sauverny, emploie pour sa part 45 personnes et est attaché à l'Observatoire de Genève,. Dans les bâtiments de Sauverny et d'Écogia se trouvent des bureaux pour les chercheurs, des ateliers et des bureaux d'étude, un centre informatique, une bibliothèque, une cafétéria et des lieux d'exposition,.

## Bâtiments

### Astrotech
Le 27 juin 2016 a été inauguré un nouveau bâtiment nommé Astrotech. Ce bâtiment sera consacré à la recherche et à la technologie de pointe. D'un coût total de 17,5 millions de francs, les travaux auront duré de novembre 2014 à juin 2016. Le bâtiment a une surface brute de plancher de 2 095 m2 dont 630 m2 de stockage, 750 m2 de bureaux et 210 m2 consacrés à la salle blanche. La surface utile représente au total 1 684 m2. Le volume brut atteint pour sa part 13 116 m3.
Ce bâtiment abrite une grande salle blanche, un atelier mécanique ainsi que la majeure partie de l'équipe Exoplanètes de l'observatoire.

### Astrodôme - Centre André-Coliac
Lors de la fondation de l'observatoire à Sauverny, l'Université de Lausanne possédait ce qui était alors appelé la coupole vaudoise. Lors du rattachement des activités liées à la physique auprès de l'École polytechnique fédérale de Lausanne, la coupole devint la coupole fédérale. Après des travaux comprenant l'installation d'un nouveau télescope (TELESTO), l'aménagement d'une salle de contrôle dédiée, l'aménagement d'une salle de contrôle pour les observations à distance et la rénovation du bâtiment, cet ensemble est rebaptisé Astrodôme - Centre André-Coliac le 5 novembre 2018.

#### Les télescopes

##### TELESTO
En 2017 est installé un nouveau télescope, de 60 centimètres de diamètre, baptisé TELESTO pour l'anglais « Telescope for Science, Teaching and Outreach », c'est-à-dire en français « Télescope pour la science, l'enseignement et la vulgarisation ». Télesto est aussi un personnage de la mythologie grecque dont le nom signifie « succès » ainsi qu'une lune de Saturne. Il est destiné tant à la recherche en astronomie qu'aux travaux pratiques des étudiants et aux activités auprès du public.

## Activités principales de recherche

### Domaines d'activité
L'observatoire est très actif dans plusieurs domaines importants de l'astrophysique contemporaine : découverte d'exoplanètes,, photométrie, évolution stellaire et nucléosynthèse, physique et sismologie stellaires, dynamique et évolution galactiques, quasars et sources à haute énergie, et univers profond. Pour pouvoir étudier tous ces domaines, l'observatoire a besoin d'instruments de pointe, installée sur des télescopes au sol ou dans l'espace, ainsi que de laboratoires d'étude et de construction, en contact permanent avec les chercheurs. Les compétences scientifiques et techniques des chercheurs de l'observatoire sont reconnues au niveau international et ont permis des réalisations remarquées en spectroscopie ou photométrie à haute précision, grâce notamment au spectrographe HARPS installé sur le télescope de 3,6 mètres de l'ESO et destiné à la recherche de nouvelles planètes extrasolaires. Cet instrument reste actuellement, en 2014, le plus performant au monde dans son domaine.

### Origine des données utilisées
La majeure partie des mesures astronomiques traitées à l'observatoire proviennent des observatoires de La Silla et de Paranal, au Chili, de La Palma, aux îles Canaries, ainsi que de plusieurs satellites astronomiques. Les coupoles présentes sur le site de Sauverny sont utilisées pour des travaux techniques, comme le montage et la mise au point d'instruments qui seront ultérieurement installés dans les stations lointaines. Les télescopes situés à l'observatoire de Sauverny sont également utilisés pour la formation des étudiants et pour des séances d'observation publiques.

### Projets et collaboration internationale
L'observatoire a été et est impliqué dans plusieurs missions de l'Agence spatiale européenne telles qu'Hipparcos (photométrie et astrométrie) et INTEGRAL (rayons gamma, via son centre ISDC), mais aussi en partie CoRoT (sismologie et transits planétaires), Gaia (astrométrie et photométrie), Planck (rayonnement cosmologique), ainsi que sur les futurs grands instruments au sol ALMA, VLTI, E-ELT et CTA,.
Il opère le télescope Leonhard Euler d'1,2 mètre à La Silla au Chili. 
En coopération avec l'université de Liège, il participe à TRAPPIST, un télescope de 60 centimètres (0,6 mètre) qui a permis de montrer en 2010 que la planète naine Éris pourrait être plus petite que Pluton. Ce programme observe également les comètes et participe à la détection d'exoplanètes.

## Équipes de recherche
Les groupes de recherche à l'observatoire couvrent de nombreux domaines.
En ce qui concerne le département d'astronomie de l'Université de Genève (Observatoire de Genève et ISDC), les différents groupes sont regroupés en quatre grands thèmes :
- thème Systèmes exoplanétaires (Pr Stéphane Udry, Pr Didier Queloz, Pr Francesco Pepe, Pr François Bouchy, Pr David Ehrenreich, Pr Émeline Bolmont, Dr Christophe Lovis, Dr Damien Ségransan) :
  - groupe Exoplanètes (Pr Stéphane Udry, Pr Didier Queloz, Pr Francesco Pepe, Pr François Bouchy, Pr David Ehrenreich, Pr Émeline Bolmont, Dr Christophe Lovis, Dr Damien Ségransan) : successeur historique du groupe Cinétique, il est connu pour avoir détecté la première planète extrasolaire autour d'une étoile de type solaire, 51 Pegasi b, et pour avoir depuis contribué à la découverte de plus de 500 des exoplanètes confirmées à ce jour dont bon nombre d'importance majeure.
- thème Étoiles, formation et évolution (Pr Georges Meynet, Pr Corinne Charbonnel, Dr Marc Audard, Dr Laurent Eyer) :
  - groupe Évolution stellaire, nucléosynthèse et évolution chimique des galaxies (Pr Corinne Charbonnel, Pr Georges Meynet)
  - groupe Variabilité stellaire, mission Gaia (Dr Laurent Eyer)
  - groupe Formation stellaire (Dr Marc Audard)
- thème Galaxies et Univers (Pr Daniel Pfenniger, Pr Daniel Schaerer, Pr Pascal Oesch, Pr Anne Verhamme) :
  - groupe Starbusts dans l'Univers (Pr Daniel Schaerer)
  - groupe Galaxies à l'aube cosmique (Pr Pascal Oesch)
  - groupe Structure et évolution des galaxies (Pr Daniel Pfenniger)
- thème Univers extrême (Objets compacts et Univers chaud) (Pr Stéphane Paltani, Dr Andrii Neronov, Dr Roland Walter) :
  - groupe Univers extrême (Objets compacts et Univers chaud) (Pr Stéphane Paltani, Dr Andrii Neronov, Dr Roland Walter).

L'ISDC était originellement chargé de traiter et distribuer aux utilisateurs les données fournies par le satellite INTEGRAL de l'Agence spatiale européenne (ESA) même si depuis ses activités se sont étendues.
Concernant le Laboratoire d'astrophysique (LASTRO) de l'EPFL, les sujets de recherche, réorientées en automne 2004 vers la cosmologie observationnelle, sont, :
- la cosmologie observationnelle
- les lentilles gravitationnelles
- la mission Euclid
- les galaxies hôtes de quasars et les trous noirs
- la formation et l'évolution des galaxies, dans l'Univers proche et lointain
- l'étude des populations stellaires dans les galaxies proches
- la déconvolution d'images.

## Liste des directeurs
Cette section dresse la liste des directeurs de l'observatoire de Genève (aujourd'hui, du Département d'astronomie de l'Université de Genève) depuis sa création.
1. Jacques-André Mallet, de 1772 à 1790
2. Marc-Auguste Pictet, de 1790 à 1819
3. Jean-Alfred Gautier, de 1819 à 1839
4. Émile Plantamour, de 1839 à 1882
5. Émile Gautier, de 1883 à 1889
6. Raoul Gautier, de 1889 à 1927
7. Georges Tiercy, de 1928 à 1956
8. Marcel Golay, de 1956 à 1992
9. André Maeder, de 1992 à 1998
10. Michel Mayor, de 1998 à 2004
11. Gilbert Burki, de 2004 à 2010
12. Stéphane Udry, de 2010 à 2019
13. Francesco Pepe, depuis 2019.

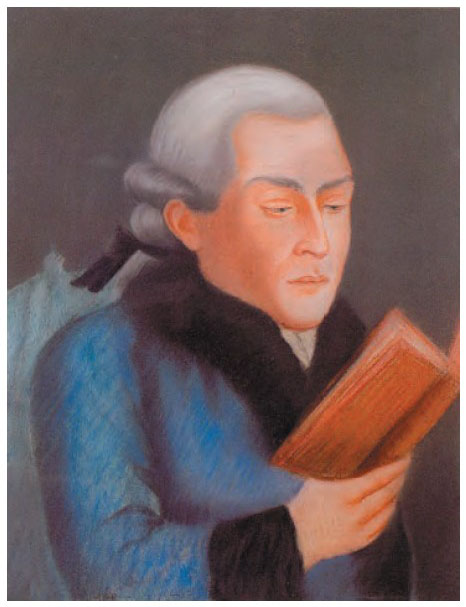
Jacques-André Mallet (1740-1790) directeur de 1772 à 1790.
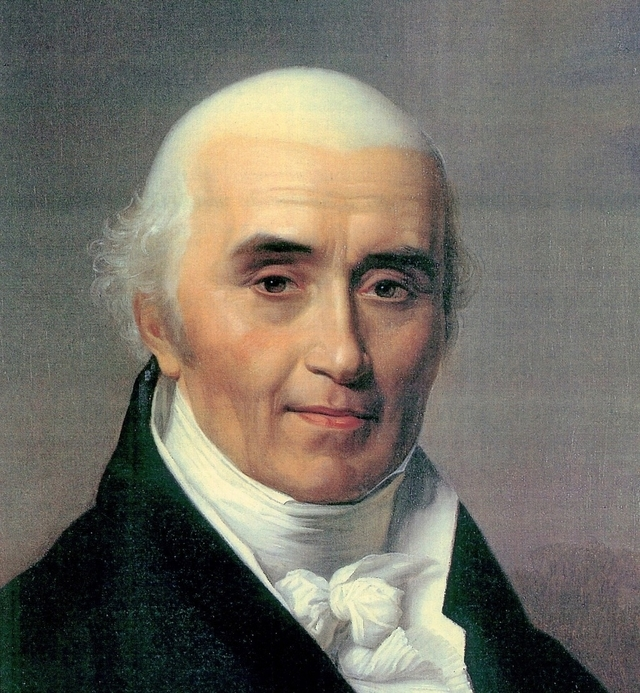
Marc-Auguste Pictet (1752-1825) directeur de 1790 à 1819.
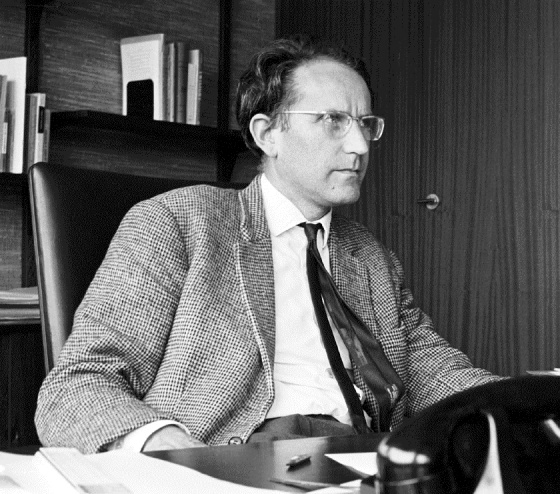
Marcel Golay (1927-2015) directeur de 1956 à 1992.
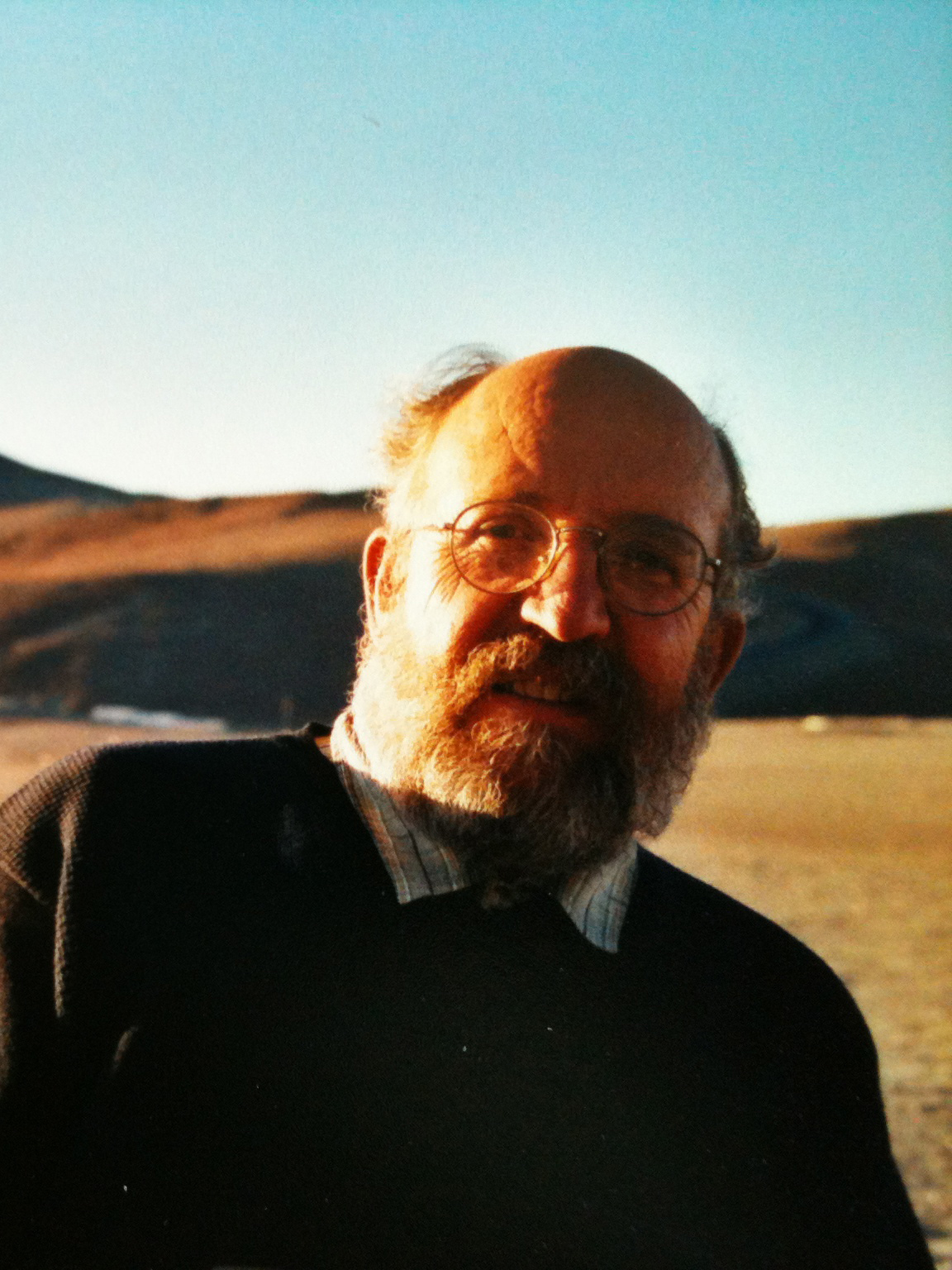
Michel Mayor (1942-) directeur de 1998 à 2004.
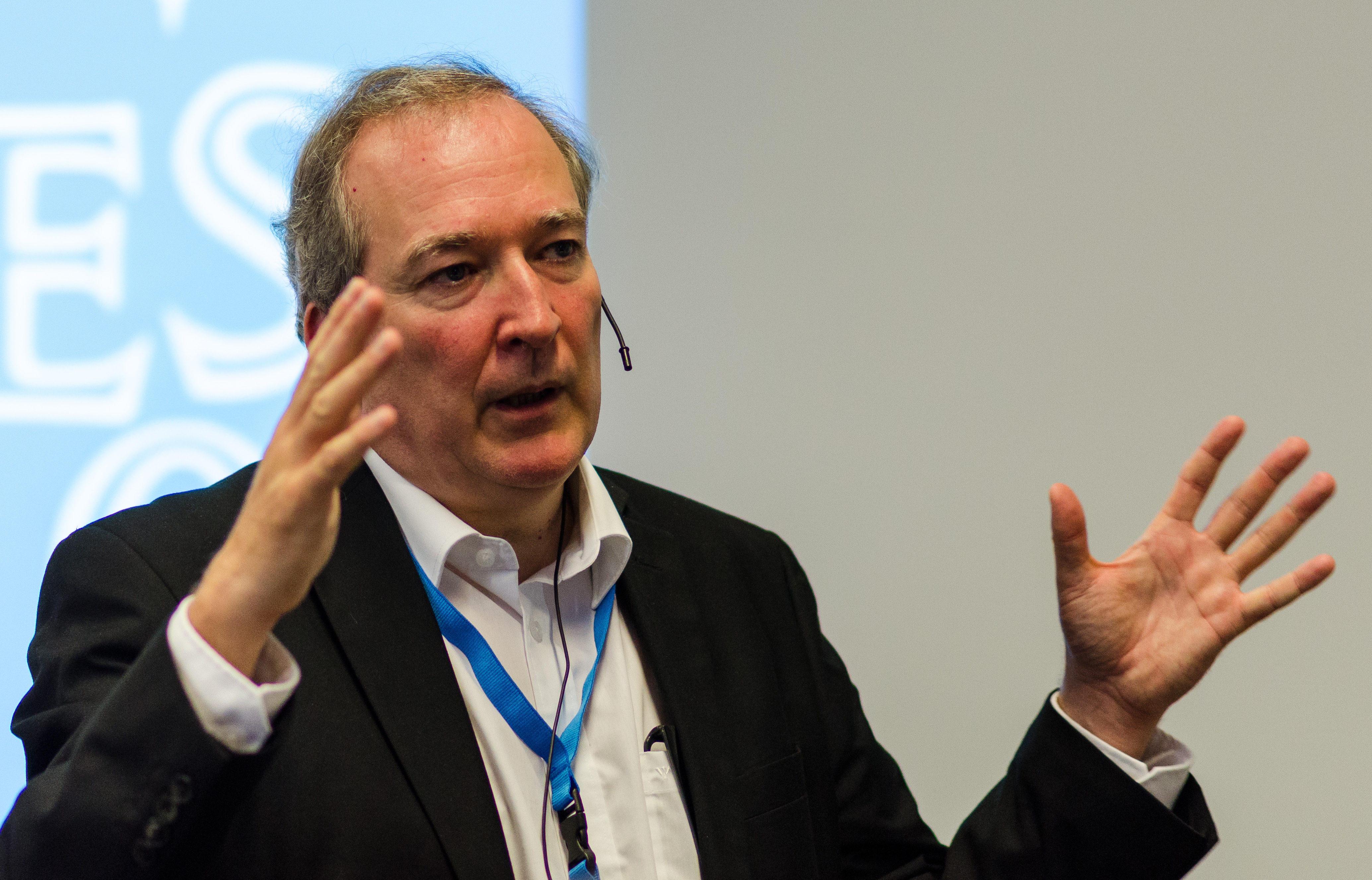
Stéphane Udry (1961-) directeur de 2010 à 2019.

## Personnes travaillant ou ayant travaillé à l'observatoire
Voici une liste non exhaustive, par ordre alphabétique, de personnes travaillant ou ayant travaillé à l'Observatoire de Genève. Entre parenthèses est indiquée leur spécialité.
- Marc Audard
- Émeline Bolmont (exoplanètes ; depuis novembre 2018)
- François Bouchy
- Gilbert Burki (physique stellaire, photométrie et objets variables ; directeur de 2004 à 2010)
- Corinne Charbonnel (2002-)
- Thierry Courvoisier
- Xavier Dumusque (2008-2012 ; 2015-)
- David Ehrenreich (exoplanètes)
- Laurent Eyer
- Émile Gautier (directeur de 1883 à 1889)
- Jean-Alfred Gautier (directeur de 1819 à 1839)
- Raoul Gautier (directeur de 1889 à 1927)
- Michaël Gillon (2006-2009)
- Marcel Golay (directeur de 1956 à 1992)
- Christophe Lovis (exoplanètes)
- André Maeder (évolution stellaire et nucléosynthèse ; directeur de 1992 à 1998)
- Jacques-André Mallet (directeur de 1772 à 1790)
- Michel Mayor (exoplanètes ; directeur de 1998 à 2004)
- Georges Meynet
- Andrii Neronov

- Claude Nicollier (1970-1973)
- Pascal Oesch
- Stéphane Paltani
- Francesco Pepe (exoplanètes ; directeur depuis 2019)
- Daniel Pfenniger
- Marc-Auguste Pictet (directeur de 1790 à 1819)
- Émile Plantamour (directeur de 1839 à 1882)
- Didier Queloz (exoplanètes)
- Daniel Schaerer
- Damien Ségransan
- Georges Tiercy (directeur de 1928 à 1956)
- Stéphane Udry (exoplanètes ; directeur de 2010 à 2019)
- Roland Walter

## Accès
L'observatoire est accessible en transports en commun avec la ligne 55 (Bossy - Chavannes-des-Bois ; anciennement ligne U, Richelien - Chavanne-des-Bois) des Transports publics genevois (arrêt Observatoire de Genève). L'observatoire est également accessible en voiture (parking devant l'observatoire) et à pied.

## Photos de l'observatoire

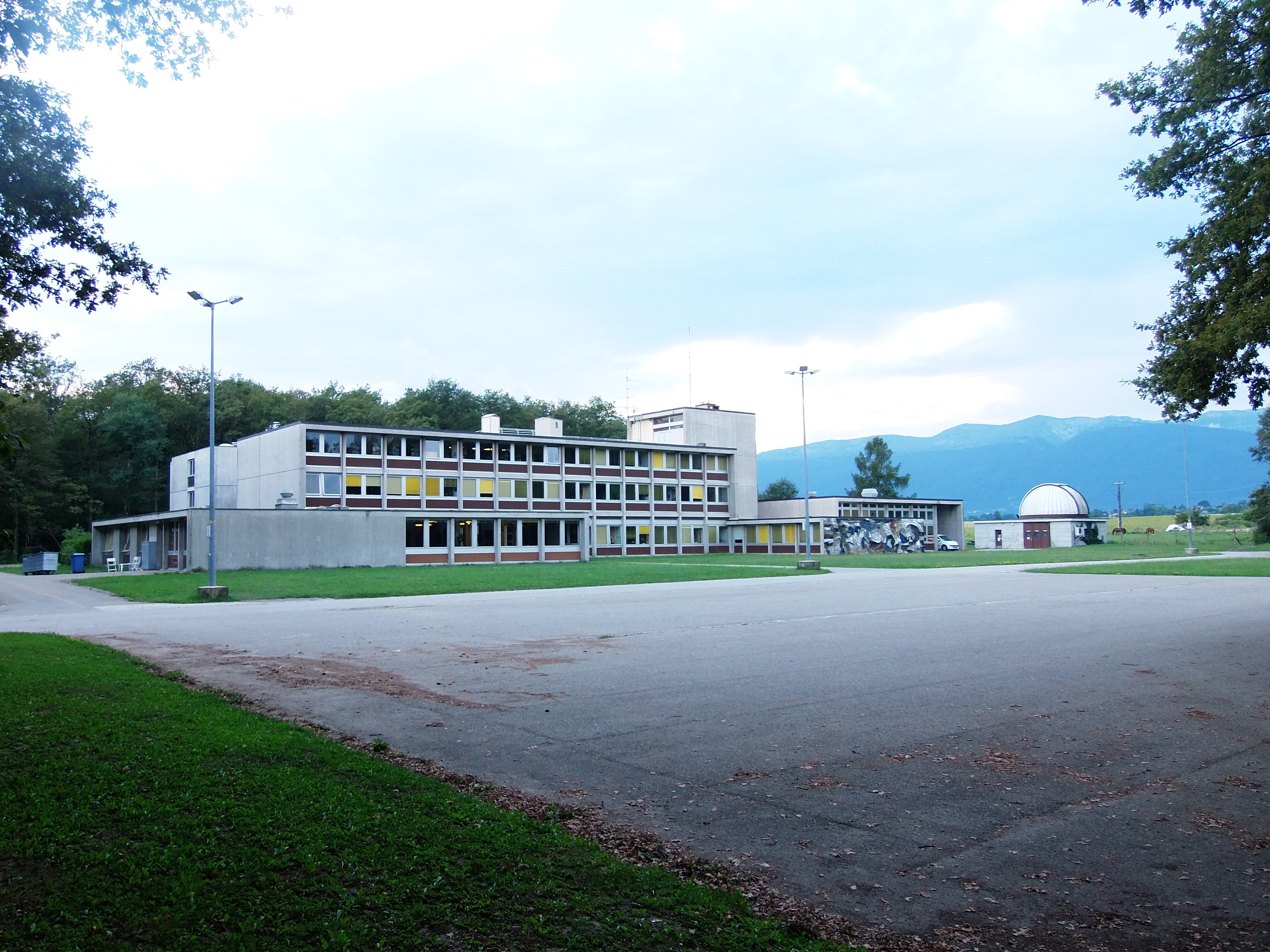
L'Observatoire de Genève en août 2013. Une des coupoles est visible sur la droite ; la seconde est quelques mètres plus loin, au bout du chemin allant tout à droite.
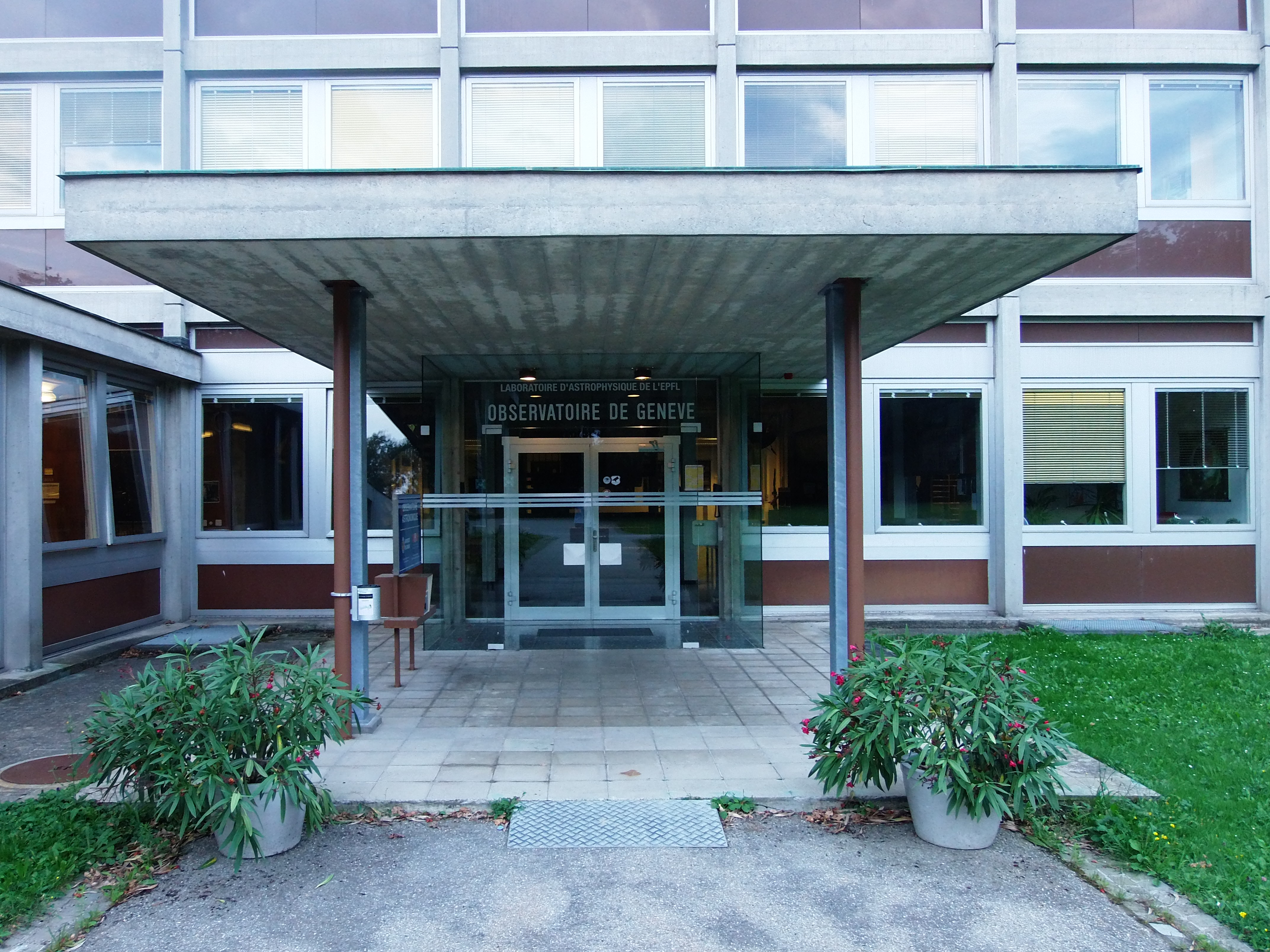
Entrée du bâtiment principal de l'observatoire.
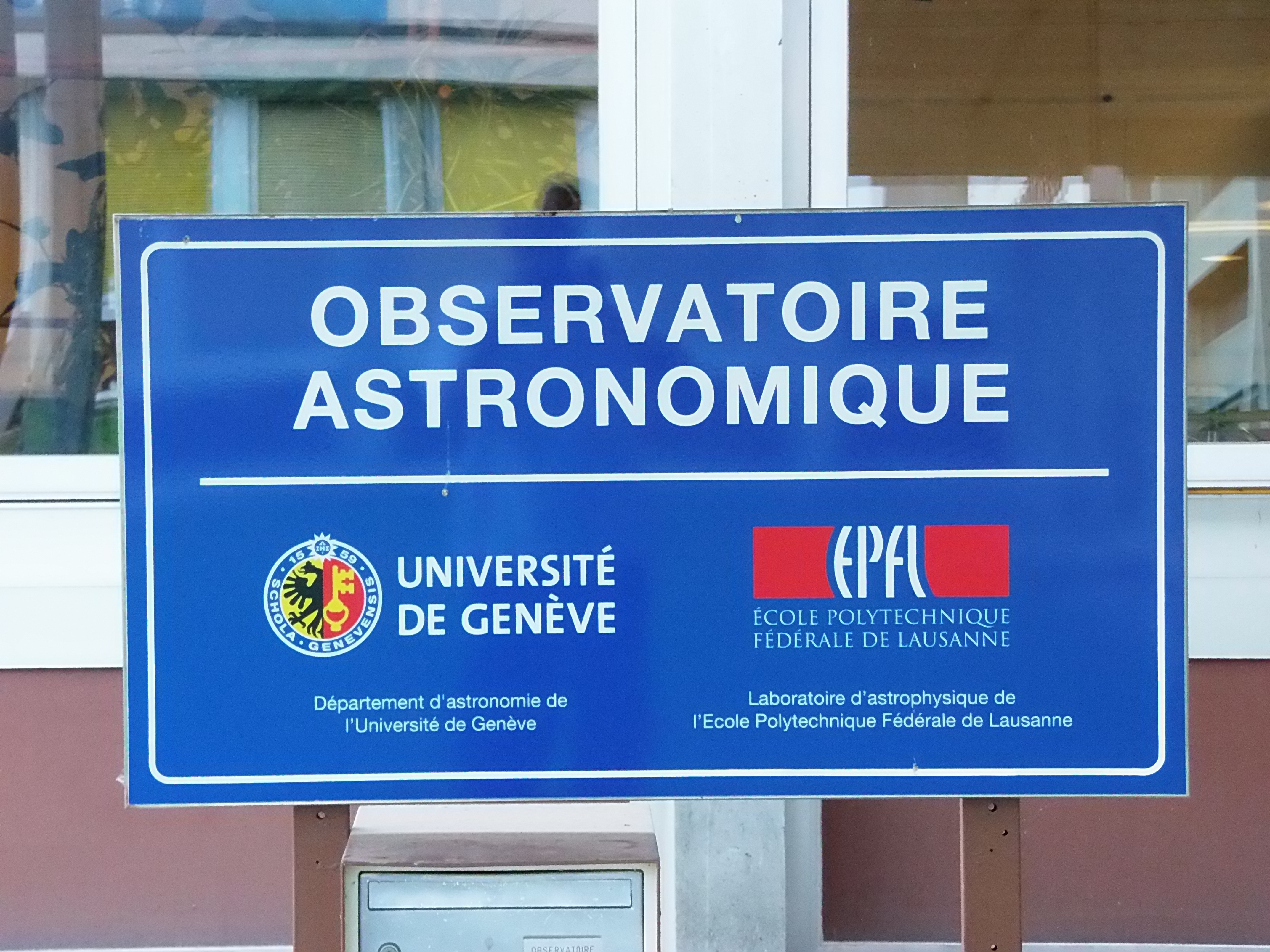
Panneau indicateur de l'Observatoire de Genève, à l'entrée du bâtiment principal.
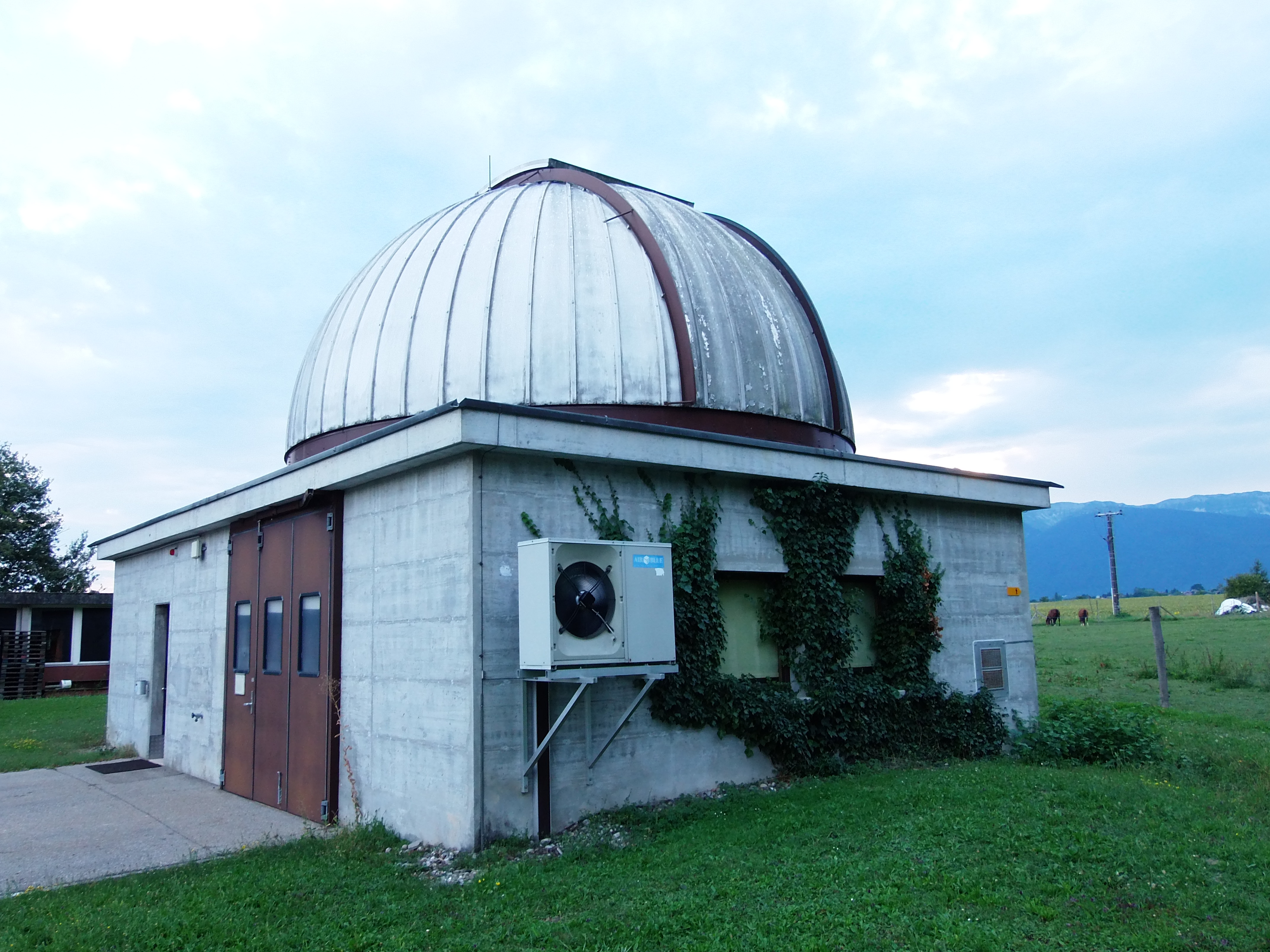
La première coupole, visible sur la première photographie.
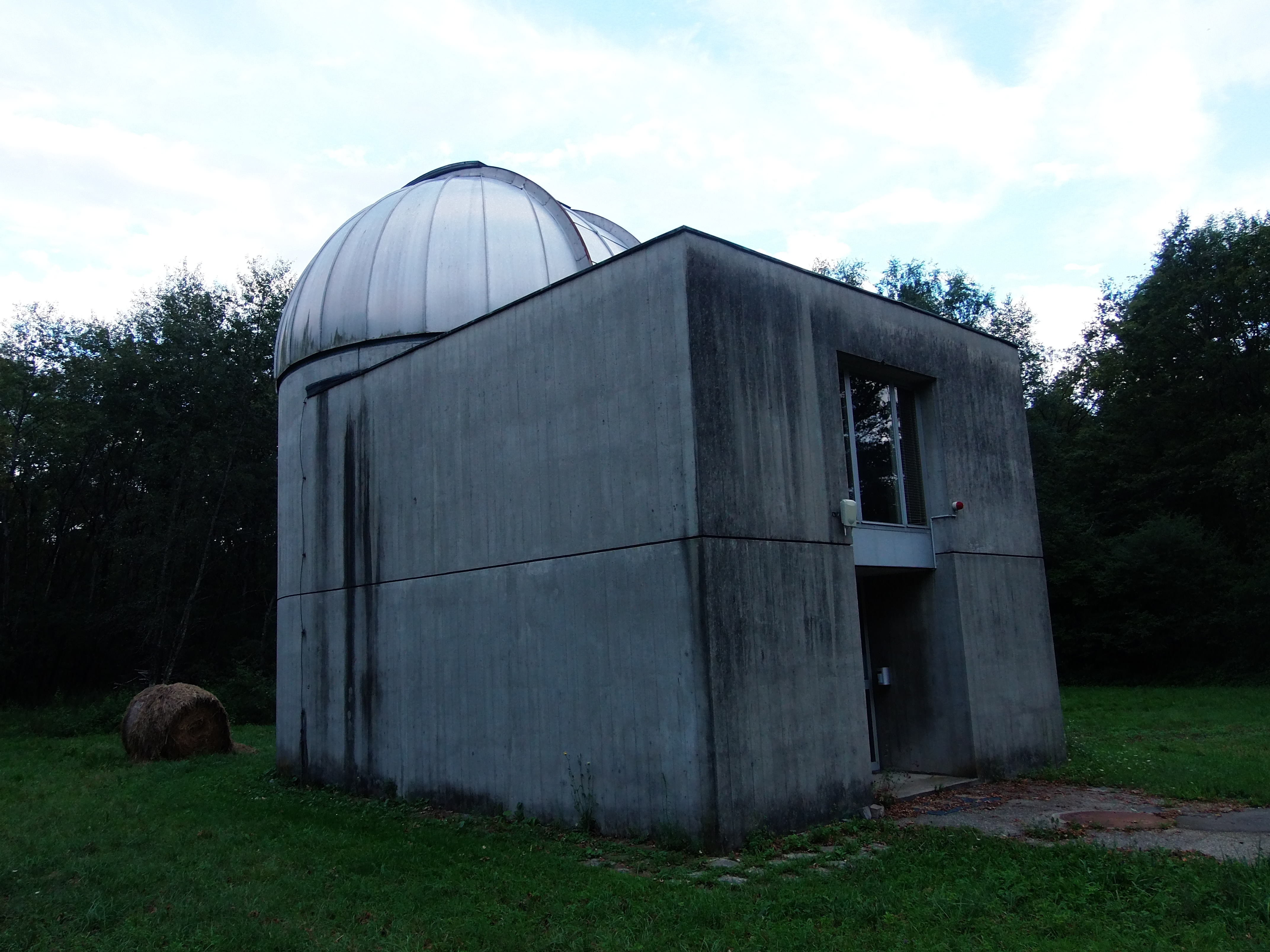
La seconde coupole de l'observatoire, située sur le canton de Vaud bien qu'à quelques mètres des autres bâtiments.